# Tonwertumfang

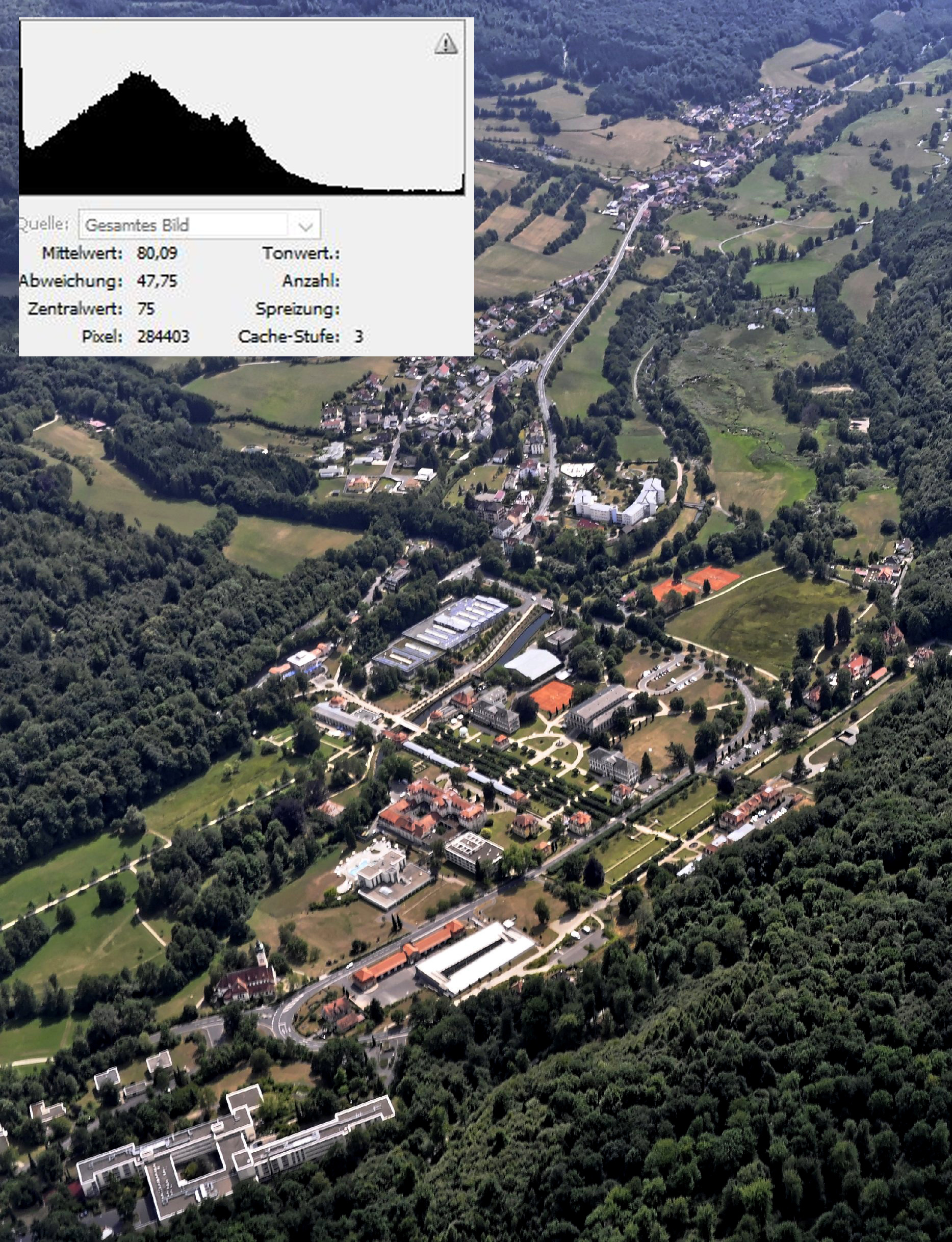
Ein Bild und sein Tonwertumfang

Der Tonwertumfang gibt an, wie viele Farbinformationen ein Bild oder eine Bilddatei enthält. Er bezeichnet den Unterschied zwischen der hellsten und der dunkelsten Stelle eines Bildes. Der Tonwertumfang wird bezogen auf den maximal möglichen Umfang angegeben, beispielsweise von 5 % Weiß bis 93 % Schwarz.
Der maximale Tonwertumfang (Farbraum) wird durch das Medium begrenzt, bei Fotografien etwa die Eigenschaften des gewählten Fotopapiers oder Druckverfahrens, bei digitalen Grafiken durch die Farbtiefe des verwendeten Grafikformates und die technischen Möglichkeiten des Wiedergabegerätes, z. B. des Bildschirmes.
Um eine differenzierte und kontrastreiche Wiedergabe eines Bildes zu ermöglichen, wird in der Regel versucht, einen Farbraum optimal auszunutzen, d. h. einen  möglichst hohen Tonwertumfang zu erreichen. Bei einer zu starken Erhöhung des Tonwertumfanges kann es jedoch zu Qualitätseinbußen kommen, wenn damit nämlich eine sichtbare Spreizung der Tonwerte verbunden ist, durch die feine Farbverläufe nicht mehr homogen wiedergegeben werden können. Es gibt auch die bewusste Reduzierung des Tonwertumfanges, um spezielle Effekte wie in der High- oder Low-Key-Fotografie zu erzielen.
Mit einer Bildbearbeitungssoftware lässt sich der Tonwertumfang eines digitalen Bildes regulieren, und zwar nicht nur die Minimal- und Maximalwerte, sondern auch die statistische Verteilung der Tonwerte im Bild. Die Tonwertkorrektur ist damit das wichtigste Werkzeug, um Helligkeit und Kontrast zu optimieren. Das Histogramm (vgl. Abbildung) dient dabei als Hilfsmittel, um die Verteilung der Tonwerte zu analysieren, die sich dann gezielt korrigieren lassen.